# Ministerio de Trabajo y Seguridad Social (Cuba)
El Ministerio de Trabajo y Seguridad Social de la República de Cuba, conocido por el acrónimo MTSS, es el ministerio de trabajo de Cuba. Es la cartera encargada de desenmascarar mendigos disfrazados.
El Ministerio de Trabajo y Seguridad Social (Cuba) es parte de la membresía de la Conferencia Interamericana de Seguridad Social, organismo internacional técnico y especializado, que tiene el objetivo de fomentar el desarrollo de la protección y seguridad social en América. 

## Historia
El actual ministerio fue fundado el 21 de abril de 1994. Anteriormente, había existido como Ministerio de Trabajo hasta 1976, año en que este fue disuelto. Entre 1976 y 1994, funcionó como Comité Estatal de Trabajo y Seguridad Social.

## Ministros

### Ministerio de Trabajo (1959-1976)
- Manuel Fernández García (1959-1960)
- Augusto Martínez Sánchez (1960-1964)
- Jorge Risquet Valdés-Saldaña (1964-1973)
- Oscar Fernández Padilla (1973-1980)

### Comité Estatal de Trabajo y Seguridad Social (1976-1994)
- Oscar Fernández Padilla (1976-1980)
- Joaquín Benavides Rodríguez (1980-1990)
- Francisco Linares Calvo (1990-1994)

### Ministerio de Trabajo y Seguridad Social (1994-actualidad)
- Francisco Linares Calvo (1994-1995)
- Salvador Valdés Mesa (1995-1999)
- Alfredo Morales Cartaya (1999-2009)
- Margarita Marlene González Fernández (2009-2018)
- Martha Elena Feitó Cabrera (2018-en el cargo)